# العلاقات المغربية الكينية
العلاقات الثنائية بين المغرب وكينيا علاقات متنوعة تمس المجال الإقتصادي، والدبلوماسي.

## تاريخ
في 6 يوليوز 2020: عين الملك محمد السادس، سفيراً جديداً في كينيا وهو عبد الرزاق لعسل.

## التعاون الثنائي
قام رئيس مجلس الشيوخ الكيني David Ekwe Ethuro بزيارة إلى المغرب في نونبر 2014 لتعزيز العلاقات الثنائية بين البلدين، وفي زيارته قام رفقة رئيس الحكومة المغربي عبد الإله بنكيران بمناقشة عدة قضايا من بينها تعزيز التعاون على مستوى التعليم العالي خصوصا في مجال الطب والهندسة. وصرح بنكيران على إثر ذلك بكون المغرب مهتم بتعميق التعاون مع البلدان الأفريقية الأخرى والمساعدة على تحفيز التنمية في القارة.

## التجارة
تم توقيع إتفاقية للتجارة الحرة بين المغرب وكينيا لزيادة حجم التبادل التجاري بين البلدين، بالإضافة إلى ٱتفاقية تسمح بالرحلات الجوية المباشرة. وقد عرفت التجارة بين البلدين ارتفاعا منذ سنة 1998، إذ قامت كينيا بتصدير ما قيمته 1,5 مليون شيلينغ (000 20 دولار) إلى المغرب، في حين ٱستوردت منه ما قيمته 13 مليون شيلينغ (000 150 دولار) سنة 1998. أما في سنة 2011 فقد صدرت كينيا إلى المغرب بضائع بقيمة 305 مليون شيلينغ (3,3 مليون دولار)، وٱستوردت منه 3,4 مليار شيلينغ (37,3 مليون دولار). وعلى الرغم من ذلك فقد ٱنخفض حجم المبادلات التجارية بين البلدين سنة 2012 إلى 283 مليون شيلينغ (3,1 مليون دولار) من صادرات كينيا إلى المغرب و312 مليون شيلينغ (3,4 مليون دولار) من صادرات المغرب إلى كينيا.

## العلاقات الدبلوماسية
توجد سفارة المغرب في نيروبي، أما سفارة كينيا في القاهرة فهي المعتمدة لدى المغاربة.